# Navasielle
Navaselle (belarusiska: Наваселле) är en agropolis i Belarus. Den ligger i voblasten Minsks voblast, i den centrala delen av landet, 24 km väster om huvudstaden Minsk. Navaselle ligger 303 meter över havet och antalet invånare är 1 269.

## Natur och klimat
Terrängen runt Navaselle är huvudsakligen platt. Navaselle ligger uppe på en höjd. Runt Navaselle är det ganska tätbefolkat, med 111 invånare per kvadratkilometer.. Närmaste större samhälle är ?.
Omgivningarna runt Navaselle är en mosaik av jordbruksmark och naturlig växtlighet.